# Gare de Zwevegem
La gare de Zwevegem, (en néerlandais : station Zwevegem), est une gare ferroviaire belge, fermée et désaffectée, de la ligne 83, de Courtrai à Renaix. Elle est située à Zwevegem dans la commune du même nom, dans la province de Flandre-Occidentale en région flamande.
Mise en service en 1869, elle perd sa desserte voyageurs en 1960 avant d’être totalement fermée en 1991.

## Situation ferroviaire
Établie à 27 m d'altitude, la gare de Zwevegem se situait au point kilométrique (PK) 6.0 de la ligne 83, de Courtrai à Renaix, entre les gares de Zwevegem-Blokken et de Knokke (Zwevegem).

## Histoire
La gare de Zwevegem est mise en service le 1er juin 1869, lors de l'ouverture à l'exploitation de la ligne de Courtrai à Renaix (actuelle ligne 83) par la Compagnie du chemin de fer du Centre, concessionnaire du chemin de fer de Braine-le-Comte à Courtrai, composante de la Société générale d'exploitation de chemins de fer,  nationalisé le 1er janvier 1871. L’État belge réalisera en partie ligne vers Braine-le-Comte en 1880-1883 sous la forme de la section de Renaix à Bassilly de la ligne 87, tandis que les lignes existante garantissent l'accès à Braine-le-Comte.
Le trafic des voyageurs est suspendu sur toute la ligne 83 le 2 août 1959 ; celui des marchandises disparaît à la même époque sur les sections Zwevegem-Avelgem-Renaix (un trafic marchandises se maintiendra jusqu'en 1966 vers le visage voisin, appelé Zwevegem-Knokke).
Zwevegem conserve une desserte marchandises, vers l'usine Bekaert jusqu'en 1991. Les rails ont depuis été retirés.

## Patrimoine ferroviaire
Le premier bâtiment de la gare, identique à toutes les gares de la compagnie privée du Chemin de fer de Braine-le-Comte à Courtrai était encore visible en 1988, bien après la fermeture du guichet aux voyageurs. Il a depuis été démoli et es autres gares de ce type ont disparu auparavant.
La halle à marchandises, de type État belge, a eu davantage de chance et a depuis été restaurée.

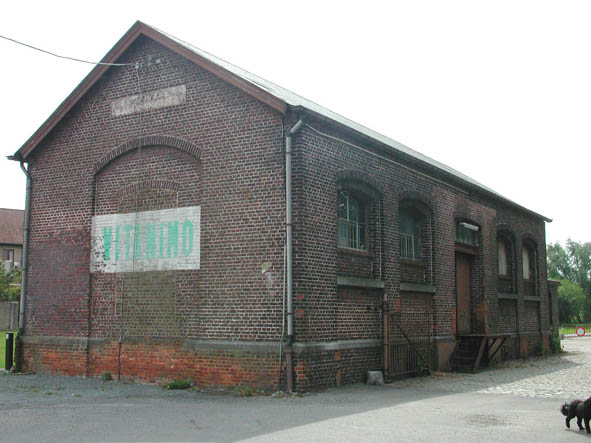
La halle à marchandises, avant sa rénovation.